# Murska Sobota
Murska Sobota (mađarski: Muraszombat, njemački: Olsnitz, prekomurski: Sobota) je grad i sjedište istoimene općine u sjeveroistočnoj Sloveniji. Murska Sobota se nalaze u središnjem dijelu pokrajine Prekomurje.

## Stanovištvo
Prema procjeni iz 2021. godine Gradska općina Murska Sobota ima 18 622 stanovnika, a naselja Murska Sobota 11 025 stanovnika.

## Povijest
Područje Murske Sobote bilo je naseljeno od prapovijesti. U ranom srednjem vijeku na ovom području se naseljavaju Slaveni, ali već u 11. stoljeću ovaj kraj potpada pod vlast srednjovjekovne Ugarske. Grad se tada počeo razvijati kao trgovačko sjedište, na što upućuje i naziv grada (subota kao tržišni dan).
Murska Sobota je više vjekova bila u posjedu Habsburgovaca i, za razliku od većine slovenskih gradova, u sastavu Ugarske. 1918. godine ona se priključuje Kraljevini Srba, Hrvata i Slovenaca (kasnije Jugoslavija), da bi danas bila jedan od 10 vodećih gradova Slovenije.
Grad je od 2006. godine sjedište biskupije.

## Poznate osobe
- Juri Cipot, slovenski pisac
- Ivan Kuhar, hrvatski (međimurski) pisac
- Branko Pintarič, slovenski glumac i pisac
- Lili Legenstein, hrvatska kazališna umjetnica

## Gradovi prijatelji
Murska Sobota ima uspostavljenu prijateljsku suradnju sa sljedećim gradovima:
| - Ingolstadt, Njemačka - Paraćin, Srbija - Bethlehem, SAD - Podstrana, Hrvatska - Turnov, Češka - Körmend, Mađarska |

## Šport
- NK "Mura" (1924. – 2005.)
- ND "Mura 05" (2005. – 2013.)
- NŠ "Mura" (2013. - )